# 義大利音樂

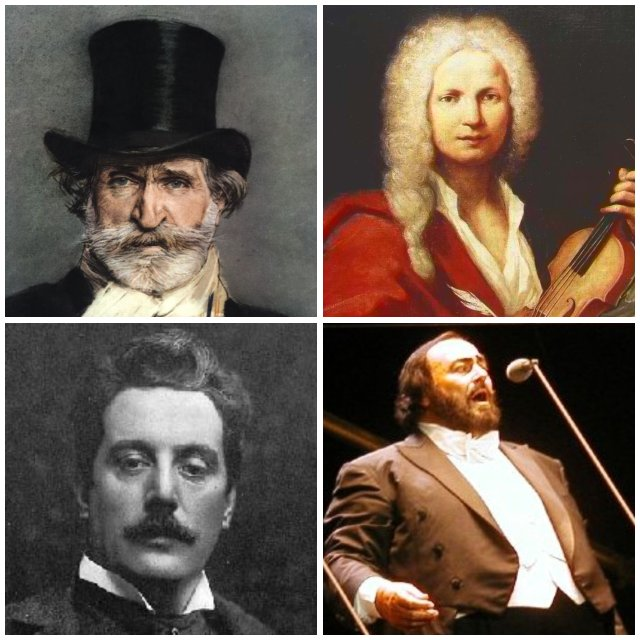
四位著名的義大利音樂家、作曲家與歌手，由左上方順時鐘分向分別是: 朱塞佩·威爾第、安東尼奧·韋瓦第、盧奇亞諾·帕華洛帝與賈科莫·普契尼

此条目介绍的是義大利音樂。

## 概要
從民俗音樂到古典音樂，音樂在義大利文化中扮演一個重要的角色。義大利許多古典音樂的傳統都是由戲劇發展而來的。義大利也經常被視為歌劇的發源地。義大利語歌劇被認為奠基於1600年代早期的威尼斯與曼托瓦等地。古典音樂所使用的樂器，包括小提琴及鋼琴都是由義大利人發明的。許多廣泛使用的古典音樂形式，例如交響曲、協奏曲及奏鳴曲等都可以追溯至16至17世紀時期的義大利音樂。
義大利曾經醞育出許多著名的作曲家，包括文藝復興時代作曲家喬瓦尼·皮耶路易吉·達·帕萊斯特里納及克勞迪奧·蒙台威爾第；巴洛克時代作曲家亞歷山德羅·斯卡拉蒂、阿爾坎傑羅·科雷利及安東尼奧·韋瓦第；古典時期作曲家尼可羅·帕格尼尼及喬奇諾·羅西尼；浪漫主義作曲家朱塞佩·威爾第及賈科莫·普契尼。現代義大利作曲家盧西亞諾·貝里奧及路易吉·諾諾對於實驗音樂及電子音樂的發展貢獻良多。古典音樂在義大利相當興盛，歷史上有許多歌劇院設立在此，例如米蘭的斯卡拉大劇院與那不勒斯的聖卡爾洛劇院。鋼琴家毛利齊奧·波里尼及20世紀著名男高音盧奇亞諾·帕華洛帝也都是20世紀重要的音樂家，顯示出義大利多元的音樂文化。
爵士樂在1920年被引進義大利，並受到義大利人異常強烈的支持，既使在法西斯主義盛行（採取反美文化政策）時仍受到人民的歡迎。直到今日，義大利仍然擁有許多著名的爵士樂中心，包括米蘭、羅馬及西西里島等。義大利也是1970年代前衛搖滾浪潮的發源地之一。每年舉辦的聖雷莫音樂節（ Sanremo Music Festival）是義大利流行音樂的重要盛事，它是受到歐洲歌唱大賽的鼓舞而成立的。歌手米娜（Mina Anna Mazzini）、古典音樂家安德烈·波伽利、歌手蘿拉·普西妮及艾羅斯·拉瑪佐第也都受到國際上廣泛的讚譽。

## 外部連結
- 维基共享资源上的相關多媒體資源：義大利音樂